# 彩木美来
彩木 美来（さいき みく、1970年4月24日 - ）は、日本の元歌手。
本名は松本 美穂（まつもと みほ）。身長163cm、体重49Kg、スリーサイズはB82W59H86。血液型はO型。
所属レコード会社はBMGビクター（現在はソニー・ミュージックレーベルズのレーベルの一つであるアリオラジャパン）、所属事務所は天路プロダクションであった。
神奈川県横浜市港北区出身。

## 略歴
1987年に青年漫画雑誌「Weekly漫画アクション」（現「漫画アクション」、双葉社発行）主催の「第1回ミスアクション」のオーディションで初代ミスアクションに選ばれて芸能界入り。1989年3月21日に「あなたにチューリップを」（作詞：石坂まさを、作曲：馬飼野俊一、編曲：川上了）で歌手としてデビュー。それ以来、テレビ・ラジオに多数出演し、雑誌のグラビアもたくさん飾るとともに、富山県の「チューリップフェア」のキャンペーンガールも務めた。かわいらしい顔立ちと美しく長い髪の毛が彼女のチャームポイントだったが、シングルレコードは上記の1枚しか発売されず、アルバムも発売されなかった。現在の消息は不明。
書道2級、英検3級、そろばん2級の資格を持つ。

## ディスコグラフィー
1. あなたにチューリップを　(1989年3月21日発売)
  1. あなたにチューリップを　作詞:石坂まさを／ 作曲:馬飼野俊一／ 編曲:川上了
  2. 春風の予感　作詞:石坂ゆたか／ 作曲:美波有／ 編曲:川上了

## 出演番組

### ラジオ
- FMヤングスタジオ（JFNラジオ、1989年4月-1989年6月）

水曜日レギュラーパーソナリティとして出演